# Manolo Gracia
Manolo Gracia (ook: Manuel Gracia) (Barcelona, 6 augustus 1917 – Madrid, 12 november 2005) was een Spaans componist, muziekpedagoog en pianist.

## Levensloop
Gracia was een zoon van een torero en een ballerina. Hij was Catalaan en Baskisch. Toen Gracia 4 jaar oud was vertrok de familie naar Madrid. Daar studeerde hij aan het Real Conservatorio Superior de Música de Madrid onder andere bij Luisa G. Erenas en Joaquín Turina Pérez. Op 4 juli 1936 is hij met een eerste prijs voor piano afgestudeerd.
Zijn eerste grote werk als componist was in 1948 het ballet La maja del Jueves Santo dat in het Madrid van de 18e eeuw speelt en dat met de dirigent Ataúlfo Argenta in première ging. Hij werkte met verschillende radio-gezelschappen samen, onder andere met Radio Nacional, Intercontinental, Radio España, la Cadena Ser. Hij schreef ook lichte muziek voor bekende artiesten zoals het trio Los Llaneros, Siboney en Silvana Velasco. Naast dit werk werd hij ook via de studio's van TVE een van de bekendste pianisten in Spanje. Eveneens was hij professor voor piano aan het Real Conservatorio Superior de Música de Madrid.

## Composities

### Werken voor banda (harmonieorkest)
- 1948 !Olé, por el señor Duque!, paso-doble
- 1958 Fiesta gallarda, paso-doble
- 1958 Tardecita madrileña, paso-doble
- 1979 Historia de una generación, symfonisch gedicht
- Bordado en plata, paso-doble
- ¡De la Casa de Campo, lilas...!, paso-doble
- El Rastro, paso-doble
- La Puerta del Sol, paso-doble
- Mi estrellita madrileña, paso-doble
- Obertura de Madrid, ouverture
- Plaza de la Cruz Verde, paso-doble
- Plaza de la Villa, paso-doble
- !Viva Tafalla!, wals-jota

### Muziektheater

#### Ballet
- 1948 La maja del Jueves Santo, ballet

### Vocale muziek
- 1958 María Luna, voor sopraan en piano
- 1960 Mi Benidorm (Costa Blanca), bolero, voor sopraan en piano
- 1960 Un secreto de amor, bolero, voor sopraan en piano
- Tienda de flores, voor sopraan en piano
- Ojos achinados, voor sopraan en piano
- Tu silueta, voor sopraan en piano
- Amoroso preludio, voor sopraan en piano
- Aquello viejo organillo, voor sopraan en piano
- españolísima Serenata, voor sopraan en piano
- Que el cielo te juzgue, zambra voor sopraan en piano

- Biblioteca Nacional de España: XX1439459
- International Standard Name Identifier: 0000 0000 6029 0813
- Virtual International Authority File: 87188569
- WorldCat: E39PBJm4R69KJQyc6hj8TtHKVC